# Wysow
Wysow (russisch Вызов) ist ein russischer Spielfilm des Regisseurs Klim Schipenko, der am 20. April 2023 in die russischen Kinos kam. Es ist der erste Film in Spielfilmlänge, der von professionellen Filmemachern im Weltraum und auf der Internationalen Raumstation (ISS) gedreht wurde. Ein erster Trailer des Films erschien am 1. Januar 2023.
Der Film ist außerdem der Erste, der in dem Filmformat CosMAX, das die russische Version des IMAX ist, in Kinos ausgestrahlt wird. Der Film hatte am 6. April 2023 seine Uraufführung, die in Moskau stattfand.

## Handlung
Die russische Ärztin Zhenya fliegt zur internationalen Raumstation ISS, um dort den lebensbedrohlich erkrankten Kosmonauten Ivanow am Herz zu operieren.

## Produktion
Am 13. Mai 2021 gab die russische Weltraumorganisation Roskosmos bekannt, dass für die geplante Produktion eines Spielfilms an Bord der ISS vier Kandidaten die medizinischen Tests für einen Start am 5. Oktober 2021 von Baikonur aus bestanden haben. Für die Hauptrolle waren etwa dreitausend Bewerbungen eingereicht worden, wobei sich Julija Peressild durchgesetzt hatte.
Das Training für die Startmannschaft mit dem Kommandanten Anton Schkaplerow, dem Regisseur Klim Schipenko und der Schauspielerin Julija Peressild begann am 24. Mai 2021 im Juri-Gagarin-Kosmonautentrainingszentrum, ebenso wie für die Ersatzmannschaft mit dem Kommandanten Oleg Artemjew, dem Regisseur Alexei Dudin und der Schauspielerin Aljona Mordowina. Für den Filmstab standen dabei die Notfallprozeduren auf der ISS, Training für die Schwerelosigkeit an Bord einer Iljuschin Il-76 und die Vorbereitung auf eine möglicherweise ungeplante Landung in verschiedenen Erdteilen und Klimazonen im Vordergrund. In der Vorbereitung auf die ISS trainierte Regisseur Shipenko etwa 15 Kilogramm Körpergewicht ab.
Aufgrund der Sitzplatzzuweisung bei Flügen zur Internationalen Raumstation erforderte der Flug des Regisseurs und der Hauptdarstellerin eine Neuordnung der Missionsdauer der Astronauten und Kosmonauten. So wurde die Missionsdauer der ISS-Crew um den US-Astronauten Mark Vande Hei von 6 Monaten auf 1 Jahr verlängert.
Am 12. Oktober 2021 erreichte die Startmannschaft mit dem Flug Sojus MS-19 die ISS. Mit der Ankunft der Sojus MS-19 begann auf der ISS die ISS-Expedition 66. Auf der ISS drehte Regisseur Klim Schipenko etwa 30 Stunden Material. Schipenko hatte bei den Dreharbeiten auf der ISS gleich mehrere Filmstabfunktionen inne (u. a. die des Art Directors, Maskenbildners und Produktionsdesigners). Die Raumfahrer Pjotr Dubrow und Mark Vande Hei assistierten beim Dreh an Bord der ISS. Von allen im Weltraum bzw. auf der ISS gefilmten Aufnahmen wurden etwa 30 % im Nauka-Modul gedreht, ein weiteres Drittel des Drehs fand im Swesda-Modul statt und die anderen 30 % der Filmaufnahmen entstanden in den restlichen Modulen der ISS. Laut Planung wird der Film etwa 35 Minuten des Materials enthalten, das auf der ISS gedreht wurde. Nach 12 Tagen im All brachte der Kommandant Oleg Wiktorowitsch Nowizki Julija Peressild und Klim Schipenko mit dem Flug Sojus MS-18 zurück zur Erde. Bei der Landung am 17. Oktober 2021 morgens in der kasachischen Steppe waren die Kamerateams der Filmproduktion vor Ort und drehten weiteres Filmmaterial.
Die Dreharbeiten zurück auf der Erde begannen jedoch größtenteils ein Jahr später, im Juni 2022 in Moskau und Umgebung (Oblast Moskau) und endeten im Oktober. Gedreht wurde auch im Juri-Gagarin-Kosmonautentrainingszentrum. Außerdem wurde eigens für den Film ein Studio aufgebaut, in der das Mission Control Center von Roskosmos imitiert wurde.